# Ämån
Ämån er en å, hovedsagelig beliggende i Orsa kommun i Dalarna i det mellemste Sverige, med en samlet længde på 62 kilometer. Åens totale afvandingsområde omfatter 331 kvadratkilometer. Åen udspringer 521 m.o.h. ved Ämåsjön og flyder hovedsagelig i sydøstlig retning. Ämån, der munder ud i Oreälven nogle kilometer vest for Skattungbyn, består for det meste af strøm- og vandfald i forskellige størrelser. Den mellemste del af vandløbet består af en dyb kløft, der dannedes under den seneste istids smeltevandsstrøm. Her findes de storslåede vandfald Helvetesfallet og Storstupet. Ved sidstnævnte vandfald passerer Inlandsbanan over en 34 meter høj jernbanebro. Denne opførtes 1903 efter et projekt af Axel Björkman, og er den første svenske buebro i jern til jernbanebrug.
61°24′34″N 14°33′53″Ø / 61.40944°N 14.56472°Ø